# Turin (village, New York)
Pour les articles homonymes, voir Turin (homonymie).
Ne doit pas être confondu avec Turin (New York).
Turin est un village situé dans le comté de Lewis, dans l'État de New York, aux États-Unis,. En 2010, il comptait une population de 232 habitants.

## Démographie
Lors du recensement de 2010, le village comptait une population de 232 habitants. Elle est estimée, en 2019, à 227 habitants.